# (48434) Maxbeckmann
(48434) Maxbeckmann ist ein Asteroid des mittleren Hauptgürtels, der von dem deutschen Astronomen Freimut Börngen am 23. Oktober 1989 an der Thüringer Landessternwarte Tautenburg (IAU-Code 033) entdeckt wurde.
Der mittlere Durchmesser des Asteroiden wurde mit 5,503 ± 0,161 km berechnet, die Albedo von 0,049 ± 0,011 lässt auf eine dunkle Oberfläche schließen.
Nach der SMASS-Klassifikation (Small Main-Belt Asteroid Spectroscopic Survey) wurde bei einer spektroskopischen Untersuchung von Gianluca Masi, Sergio Foglia und Richard P. Binzel bei (48434) Maxbeckmann von einer dunklen Oberfläche ausgegangen, es könnte sich also, grob gesehen, um einen C-Asteroiden handeln.
Die Bahn von (48434) Maxbeckmann wurde 2002 gesichert, so dass eine Nummerierung vergeben werden konnte. Der Asteroid wurde auf Vorschlag von Freimut Börngen nach dem deutschen Maler und Grafiker Max Beckmann (1884–1950) benannt. Die Benennung des Asteroiden erfolgte am 1. Mai 2003.